# M.P. Jensen
Mathias Peter Jensen (født 28. november 1841 på Smedegaard i Aaker Sogn, død 31. januar 1905) var en dansk landmand og politiker.
Han var søn af gårdejer Lars Peter Jensen (1820-1863) og hustru Margrethe, født Schjøth (1824-1896). Hans gik i landsbyskolen, der ikke kunne give ham en solid boglig uddannelse. Han supplerede derfor sin uddannelse med to år ved den folkehøjskole, som Lucianus Kofod og Philip Dam havde oprettet i Aakirkeby. Dernæst bestod han den teoretiske adgangsprøve for officersaspiranter, blev underkorporal ved 7. liniebataillon og gennemgik i to års forløb Eksercerskolen. I 1860 vendte han hjem til Bornholm, hvor han blev sekondløjtnant, senere kaptajn, ved Militsen.
I 1862 ægtede han Gundeline Elisabeth Nielsen (1841-1918), datter af gårdejer og kaptajn Peder Nielsen og hustru Ane Dorthea f. Kofoed og Jensen købte snart efter Lille Kalbygaard i Aaker. Året efter døde hans fader imidlertid, og han overtog også fødegården Smedegaard. I 1871 solgte han fædrenegården og købte Limensgaard i samme sogn, som han havde indtil 1904, hvor han flyttede til Aakirkeby.
I en ung alder blev M.P. Jensen i 1867 indvalgt i sognerådet og blev endda med det samme udpeget til formand. Samme år blev den nye kommunallov af 6. juli gennemført, der lagde mere ansvar over på formanden, så Jensen fik nok at se til. I sognet blev Jensens væsentligste opgave at få opført en bygning til en fattiganstalt, og amtmand Vedel udpegede M.P. Jensen til delegeret på en studierejse til lignende anstalter i Danmark. Anstalten Strøbyhus blev opført i 1868. I 1874 forlod Jensen sognerådet for i stedet at blive valgt til Bornholms Amtsråd i april 1874. Han sad i amtsrådet til sin død.
I 1882 blev han valgt til Landstinget som højremand for Bornholms Amt som kammerherre Edvard Fallesens efterfølger. I Landstinget blev han medlem af Rigsretten og af Finansudvalget. Det var de konfliktprægede år i provisorietiden. Han bevarede sit mandat i 1890 mod Venstres kandidat, men i 1898 tabte han sin plads på tinge til Venstremanden H.M. Kofoed med en enkelt stemmes forskel i Kofoeds favør. Jensen var en konservativ af den gamle skole, som han selv har beskrevet i sine efterladte memoirer: 
| “ | Jeg stillede mig som meget kras Høiremand, navnlig over for den da reiste Agrarbevægelse, ligesom jeg ogsaa afslog en udstrakt Haand fra Venstre om Støtte fra den Side, rettere sagt, jeg indtog en fast konservativ Stilling som gammeldags Høiremand, fuldblods Estrupper, hvilket jeg er endnu og aldrig har fortrudt, selv om ogsaa min Rigsdagsstilling derved er bleven forskjertset. | ” |

Jensen kom dog ikke til at savne intrigerne i dansk politik eller fraværet fra fødeøen.
Jensen havde en række andre tillidshverv. Han var taksationsmand i Østifternes Kreditforening, fra 1871 vurderingsmand, var kirkeværge og medlem af Aa Kirkes inspektion, landvæsenskommissær, medlem af Folkesundshedskommissionen, medlem af jernbanens ekspropriationskommission, medlem af og fra 1902 formand for Rønne-Nexø Jernbanes bestyrelse, revisor i Aarkirkeby Sparekasse, repræsentant i Landbygningernes almindelige Brandforsikring og formand for skatterådet i Nexø skattekreds. Han var Ridder af Dannebrog.